# Katsumi Matsumura
Katsumi Matsumura (en japonès 松村 勝美 Matsumura Katsumi Osaka, 8 de març de 1944) va ser una jugadora de voleibol japonesa que va competir durant la dècada de 1960 i 1970.
El 1964 va prendre part en els Jocs Olímpics de Tòquio, on guanyà la medalla d'or en la competició de voleibol. Vuit anys més tard, als Jocs de Múnic guanyà la medalla de plata en la competició de voleibol. En el seu palmarès també destaquen dues victòries al Campionat del Món de voleibol, el 1962 i 1967, i una medalla de plata el 1970.